# フォーミュラ・ライトニング
フォーミュラ・ライトニング(Formula Lightning)は、かつてアメリカ合衆国で開催されていた学生を対象としたフォーミュラースタイルの電気自動車の競技。

## 概要
1994年から2004年までアメリカ合衆国で開催されていた。2014年から開催されたフォーミュラEと類似のコンセプトのマシンが疾走していた。車輛は、オープンコクピット・オープンホイールのいわゆるフォーミュラカーのスタイルだった。当時はまだパワーエレクトロニクスや充電池の性能が現在の基準からすると低かったものの、当時から既に時速200km以上で走行していた車輛もあった。参加チームが購入したシャーシは共通で事実上、ワンメイクレースで学生が手を加える事ができたのは電気系統に限られた。これは学生の技術的、経済的な負担を軽減してより公平なレース展開を企図したからだとされる。当時は鉛蓄電池を使用しており、迅速に交換できる機構が備えられていた。電力会社がスポンサーだった。

## 文献
- 御堀 直嗣『電気自動車レーシング(テクノライフ選書)』オーム社、1995年1月30日。ISBN 9784274022791。